# Ptolemæus
 For alternative betydninger, se Ptolemæus (flertydig). (Se også artikler, som begynder med Ptolemæus)
Claudius Ptolemæus (latinsk form for græsk Κλαύδιος Πτολεμαῖος = Klaudios Ptolemaios; født cirka 100, død cirka 170) var en græsk videnskabsmand (astronom, geograf og matematiker). I ca. 150 e.Kr. udgav han sit store værk Almagest, hvori det aristoteliske geocentriske verdensbillede (med Jorden som centrum for universet) for første gang blev forsynet med et fuldstændigt sæt geometriske modeller, der gav en tilfredsstillende matematisk beskrivelse af himmellegemernes bevægelser.
Den gode overensstemmelse mellem modellerne og de faktiske observationer bevirkede, at det geocentriske system dominerede astronomien til det 16. århundrede, hvor det blev afløst af Kopernikus' heliocentriske verdensbillede (med Solen som centrum for Solsystemet og Universet).
Ptolemæus foretog nye beregninger af afstanden mellem Jorden, Solen og Månen. I Almagest findes også et stjernekatalog. Mange af de kendte stjernebilleder som Orion og Løven er navngivet af Ptolemæus.
Senere forsøgte Ptolemæus i et mindre værk at give en fysisk forklaring på de rent matematiske modeller fra Almagesten. Det førte til et sindrigt system af tætpakkede roterende æteriske sfærer, der ganske vist var tro mod det aristoteliske verdensbillede, men ellers ikke gav nogen ny indsigt.
Han skrev også et omfattende værk om geografi – Geografike hyfegesis med nye og mere præcise kortprojektioner. Nøjagtigheden i Ptolemæus' kort led dog under, at han opererede med en forkert værdi for Jordens diameter.
Derudover skrev han Tetrabiblos, et stort værk om astrologi, optik og musik. Hans værk Harmonika er en af de vigtigste kilder til antikkens musikteori.
Han er også kendt for Ptolemæus sætning i geometrien, som siger at "i en konveks firkant, indskrevet i en cirkel, er diagonalernes produkt lig med summen af de modstående siders produkter".

## Baggrund
Fornavnet Klaudios eller Claudius er et romersk navn, der indikerer, at han levede under romersk styre i Egypten med de privilegier og politiske rettigheder, som hørte til romersk statsborgerskab.I datiden var det en udbredt skik, at den første i familien, der fik borgerskab (han selv eller en stamfader) tog nomen fra den romer, som var ansvarlig for at bevilge statsborgerskab. Det var ofte kejseren, og i så fald er borgerskabet givet mellem 41 e.Kr. og 68 e.Kr., (da Claudius og derefter Nero var kejsere). Astronomen vil også have haft et romersk praenomen, som i hans tilfælde er forblevet ukendt for eftertiden. Det kan have været Tiberius, som var sædvanligt blandt de familier, som blev tildelt statsborgerskab af disse kejsere.
Ptolemaios (Πτολεμαῖος) er et græsk navn. Det optræder en eneste gang i græsk mytologi, og er af homerisk form.  Det var almindeligt i den makedonske adel på Aleksander den Stores tid, og der var flere af det navn i Aleksanders hær. En af dem blev konge af Egypten i 323 f.Kr.: Ptolemaios 1. af Egypten, og alle kongerne efter ham hed også Ptolemaios, til Egypten blev en romersk provins i år 30 f.Kr.
Måske på grund af associationer fra navnet antog den persiske muslimske astronom fra 800-tallet, Abu Ma'shar, at Klaudios Ptolemaios var medlem af den egyptiske kongeslægt og hævdede, at de ti konger i Egypten, som fulgte Aleksander den Store var meget vidende "og inkluderede Ptolemaios den Kloge, som skrev bogen Almagest." Abu Ma'shar udtrykte, at det var et andet medlem af denne kongeslægt, der "skrev bogen om astrologi og tilskrev Ptolemaios den." Abu Ma'shars følgende bemærkning: "Det er nogle gange sagt, at den meget lærde mand som skrev bogen om astrologi, også skrev bogen Almagest. Det korrekte svar er ikke kendt"  har givet anledning til historisk forvirring. Moderne forskere anser dog Abu Ma’shars redegørelse for fejlagtig, og det er ikke længere betvivlet, at astronomen, som skrev Almagest, også skrev Tetrabiblos som dens astrologiske modpart.
Bortset fra, at han blev betragtet som medlem af Alexandrias græske samfund, er det kun få detaljer om Ptolemaios' afstamning og liv, der findes sikker viden om. Han skrev på græsk, og det er kendt, at han benyttede sig af babylonske astronomiske data. Han var romersk borger, men de fleste forskere betragter ham som etnisk græker, skønt en del antyder, at han muligvis var helleniseret egypter.  I senere arabiske kilder anføres han at stamme fra Øvre Egypten, altså det sydlige Egypten. Senere arabiske astronomer, geografer, og fysikere refererede til ham ved hans arabiske navn, بطليموس, Batlaymus.

## Vigtigste værker
Klaudios Ptolemaios var forfatter til flere videnskabelige afhandlinger, mindst tre af dem var af vedvarende betydning for senere islamsk og europæisk videnskab.

### Almagest
Den første var en astronomisk afhandling(i dag kendt som Almagest græsk: Ἡ Μεγάλη Σύνταξις, "Den store afhandling", oprindelig Μαθηματικὴ Σύνταξις, "Matematiske afhandling" I den fremsatte han teorien om, at nattehimmelen udgør en perfekt halvkugle med jorden i centrum. Stjernerne er fæstede til forskellige sfærer, som roterer omkring jorden. Planeterne bevæger sig i cirkelformede baner omkring et centrum, som tegner en perfekt cirkel rundt om jorden. Han udviklede komplicerede matematiske formler for at forklare de observerede planetbevægelsers afvigelser fra teorien. Han iagttog blandt andet, at planeterne undertiden bevæger sig baglæns, set fra jorden. Dette fænomen forklarede han ved at sige, at planeterne bevæger sig i "epicykler", dvs. i mindre cirkelbaner inden i den store cirkelbane.
Ifølge Ptolemaios var jorden i ro. Hvis den ikke var, ville skyer og fugle forsvinde. Som den almindelige antagelse i græsk kosmologi skelnede også Ptolemaios mellem en ufuldkommen og foranderlig verden under månens bane, og en fuldkommen og uforanderlig verden fra månens bane og uden for. Jorden havde dermed lavest værdi. Ptolemaios gjorde nye beregninger af afstanden fra jorden til solen og månen. Almagest indeholder også et stjernekatalog. Mange af de kendte stjernebilleder, som Orion og Løven, har fået deres navn af Ptolemaios.
Babyloniske astronomer havde udviklet aritmetiske teknikker til beregning af astronomiske fænomener; græske astronomer som Hipparchus havde lavet geometriske modeller til beregning af himmelske legemers bevægelser. Ptolemæus hævdede dog at have udledt sine geometriske modeller fra udvalgte astronomiske observationer fra hans forgængere spændende over mere end 800 år, men astronomerne har i århundreder haft mistanke om, at hans modellernes parametre blev taget uafhængigt af observationer. Ptolemæus præsenterede sine astronomiske modeller i bekvemme tabeller, som kunne anvendes til at beregne den fremtidige eller tidligere position af planeter. Almagest indeholder også et stjernekatalog, som er en version af et katalog skabt af Hipparchus. Sin liste over 48 konstellationer er forgængere til det moderne system af konstellationer, men i modsætning til den moderne system dækkede de ikke hele himlen (kun den del af himlen, som Hipparchus kunne se). Overalt i Europa, Mellemøsten og Nordafrika var det i middelalderen den autoritative tekst om astronomi, og dens forfatter var en næsten mytisk figur, kaldet Ptolemæus, konge af Alexandria. Almagest blev bevaret, ligesom de fleste af klassisk græsk videnskabs værker, i arabiske håndskrifter (deraf dets navn). På grund af sit ry blev det almindeligt søgt, og det blev oversat to gange til latin i det 12. århundrede, en gang på Sicilien og igen i Spanien. Ptolemæus' model, ligesom dem af hans forgængere, var geocentriske og var næsten universelt accepterede indtil fremkomsten af enklere heliocentriske modeller under den videnskabelige revolution.
Hans planetariske hypoteser gik ud over den matematiske model i Almagest ved at præsentere en fysisk gengivelse af universet som et sæt af indlejrede sfærer, hvor han brugte epicykler i den planetariske model til at beregne dimensionerne af universet. Han skønnede, at Solen var en gennemsnitlig afstand på 1.210 gange Jordens radius, mens radius af kuglen for de faste stjerner var 20.000 gange radius for Jorden.
Ptolemæus præsenterede et nyttigt redskab for astronomiske beregninger i sine tabeller, som gav alle de nødvendige data til at beregne positionerne for Solen, Månen og planeterne, stjernernes stigen og falden, og formørkelser af Solen og Månen. Ptolemæus' praktiske tabeller skabte modellen for senere astronomiske tabeller eller zījes. I Phaseis (stigen af de faste stjerner) gav Ptolemæus en parapegma, en stjernekalender eller almanak, baseret på fremkomster og forsvindinger af stjerner i løbet af solåret.

### Geographia
Det andet værk var Geographia (eller Geografike hyfegesis), som var en gennemgående diskussion af den geografiske kundskab i den græsk-romerske verden. Her indfører han mere præcise kortprojektioner, men nøjagtigheden i hans kort lider under, at han opererede med forkerte mål på jorddiameteren.
Ptolemæus' Geographia er en samling af geografiske koordinater for den del af verden, der var kendt af Romerriget i sin tid. Han har trukket på arbejder af i en ældre geograf, Marinos Tyrus, og på andre romerske og antikke persiske kilder. Han kendte også den ældre astronom Hipparchos' arbejde.
Den første del af Geographia er en diskussion af data og af hans metoder. Som med modellen af solsystemet i Almagest indpasser Ptolemæus alle disse oplysninger i en helhed. Efter Marinos fastlagde han koordinater for alle de steder og geografiske forhold, han kendte, i et gitterværk, der dækkede kloden. Breddegrad blev målt fra ækvator, som man gør i dag, men Ptolemæus foretrak for at udtrykke det som climata, det vil sige længden af den længste dag i stedet for grader af bue: længden af midsommer dag stiger fra 12 til 24 timer, når man går fra ækvator til polarcirklen. I bog 2-7 brugte han grader og satte meridianen 0 længdegrad ved det mest vestlige land, han kendte, de "Velsignede øer", ofte identificeret som De Kanariske Øer, som markeret af placeringen af de seks prikker mærket "Fortunata"-øer nær den venstre ekstreme del af det blå hav på Ptolemæus' kort.
Ptolemæus udtænkte og fremsatte også en vejledning i at lave kort både over hele den beboede verden (oikoumenè) og de romerske provinser. I anden del af Geographia leverede han de nødvendige topografiske lister og billedtekster for kort. Hans oikoumenè spændte over 180 grader af længdegraderne fra de "Velsignede øer" i Atlanterhavet til midten af Kina, og omkring 80 breddegrader fra Shetland til anti-Meroe (Afrikas østkyst); Ptolemæus var godt klar over, at han kun kendte en fjerdedel af kloden, og en fejlagtig forlængelse af Kina sydpå tyder på, at hans kilder ikke nåede hele vejen til Stillehavet.
Kortene i overlevende manuskripter af Ptolemæus' Geographia daterer sig kun fra omkring år 1300, efter at teksten blev genopdaget af Maximus Planudes. Det forekommer sandsynligt, at de topografiske tabeller i bog 2-7 er kumulative tekster, det vil sige tekster, som blev ændret og udvidet i takt med, at ny viden blev tilgængelig i århundrederne efter Ptolemæus. Dette betyder, at oplysningerne i forskellige dele af Geographia som den kendes sandsynligvis er af forskellige alder.
Kort baseret på videnskabelige principper var tegnet siden Eratosthenes i det 3. århundrede f.Kr., men Ptolemæus forbedrede kortprojektioner. Det er kendt fra en tale af Eumenius, at et verdenskort, en orbis pictus, uden tvivl baseret på Geographia, var udstillet i en skole i Augustodunum i Gallien i det tredje århundrede. I det 15. århundrede begyndte Ptolemæus' Geographia at blive udgivet med graverede kort; den tidligste trykte udgave med graveret kort blev produceret i Bologna i 1477, hurtigt efterfulgt af en romersk udgave i 1478 . En udgave trykt i Ulm i 1482, herunder træsnitskort, var den første trykte nord for Alperne. Kortene ser forvrængede ud i forhold til moderne kort, fordi Ptolemæus data var urigtige. En af grundene er, at Ptolemæus anslog størrelsen af Jorden som for lille: mens Eratosthenes fandt 700 stadia til en stor cirkel grad på kloden, bruger Ptolemæus 500 stadia i Geographia. Det er højst sandsynligt, at de var de samme stadia, da Ptolemæus skiftede fra den tidligere skala til sidstnævnte mellem Syntaxis og Geographia og alvorligt justerede længdegrader i overensstemmelse hermed.
Eftersom Ptolemæus afledte mange af sine vigtigste breddegrader fra grove længste dags-værdier, er hans breddegrader fejlagtige med omkring en grad (2 grader til Byzans, 4 grader i Karthago), selv om kvalificerede gamle astronomer kendte deres breddegrader med mere end et minuts nøjagtighed (Ptolemæus egen breddegrad var i fejl med 14'). Han tilsluttede sig (i Geographia 1.4), at længdegrader bedst bestemmes ved samtidig observation af måneformørkelser, men han var så meget ude af trit med forskerne på hans tid, at hans kendskab af sådanne data var mere end 500 år ældre (Arbelas formørkelse). Når der skiftes fra 700 stadier pr. grad til 500, udvidede han (eller Marinos) længdegradsforskelle mellem byerne i overensstemmelse hermed (et punkt først realiseret af P. Gosselin i 1790), hvilket resulterer i alvorlige overforstrækning af jordens øst-vest skala i grader, men ikke afstand. Opnåelse meget præcis længdegrad forblev et problem i Geographia til anvendelsen af Galileos Jupiter måne-metode i det 18. århundrede. Det skal tilføjes, at hans oprindelige topografisk liste ikke kan rekonstrueres: de lange tabeller med tal blev videregivet til eftertiden gennem kopier med mange skriftlige fejl, og der er altid tilføjet eller forbedret topografiske data.

### Tetrabiblos
Den tredje værk var en astrologisk afhandling tidvis kendt på græsk som Apotelesmatika (Ἀποτελεσματικά, oversat: astrologiske følger, effekter eller prognoser), mere almindeligt på græsk Tetrabiblos (Τετράβιβλος, "Fire bøger"), og på latin som Quadripartitum (eller fire bøger). Her forsøgte han at tilpasse horoskopisk astrologi til samtidens aristotelisk fysik og naturfilosofi.
Ptolemæus er blevet omtalt som "pro-astrologisk myndighed i højeste orden".
Som en reference kan Tetrabiblos siges at have "nydt næsten samme autoritet som en bibel blandt de astrologiske forfattere i tusind år eller mere". Det blev først oversat fra arabisk til latin af Platon i Tivoli (Tiburtinus) i 1138, mens han var i Spanien. Tetrabiblos er en omfattende og løbende genoptrykt afhandling om de gamle principper om horoskopisk astrologi. At det ikke helt opnåede samme utvivlsomme status som Almagest var, måske, fordi det ikke dækker nogle populære områder af emnet, især elektionel astrologi (tolkning af astrologiske diagrammer på et bestemt tidspunkt for at bestemme udfaldet af en handling som blev indledt på det tidspunkt), og medicinsk astrologi, som var senere adoptioner.
Den store popularitet, som Tetrabiblos opnåede, kunne tilskrives dens karakter som en gennemgang af kunsten om astrologi og som et kompendium af astrologisk lore, snarere end som en manual. Den taler i generelle vendinger, undgik illustrationer og detaljer i praksis. Ptolemæus var bekymret for at forsvare astrologien ved at definere dens grænser, samle astronomiske data, som han mente var pålidelige og afvise praksisser (fx overvejelser om numerologiske betydning af navne), som han mente var uden sund basis.
Meget af indholdet af Tetrabiblos blev hentet fra tidligere kilder; Ptolemæus' præstation var at bearbejde sit materiale systematisk og vise, hvordan emnet kunne rationaliseres efter hans mening. Det blev faktisk præsenteret som anden del af studiet af astronomi som Almagest var den første, beskæftigede sig med de påvirkninger af himmellegemer i sublunar sfære. Således fastsattes forklaringer af en slags for de astrologiske effekter af planeterne baseret på deres kombinerede effekter af opvarmning, køling, befugtning og tørring.

### Musik
Han skrev også om musik. Hans Harmonika er en af de vigtigste kilder til antikkens musikteori.
Ptolemæus skrev også et indflydelsesrigt arbejde, Harmonika, om musikteori og matematikken i musik. Efter at have kritiseret tilgangen hos sine forgængere argumenterede Ptolemæus for at basere musikalske intervaller på matematiske nøgletal (i modsætning til tilhængerne af Aristoxenos og i overensstemmelse med tilhængerne af Pythagoras), som bakkedes op af empirisk observation (i modsætning til den alt for teoretiske tilgang hos pythagoræerne). Ptolemæus skrev om, hvordan musikalske noder kan omsættes til matematiske ligninger og vice versa i Harmonika. Dette kaldes pythagoræiske stemning, fordi det først blev opdaget af Pythagoras. Pythagoras mente dog, at matematikken i musik bør være baseret på den specifikke forhold på 3:2, mens Ptolemæus blot mente, at det bare generelt skulle inddrage tetrakorder og oktaver. Han præsenterede sine egne inddelinger af tetrakord og oktav, som han afledte ved hjælp af en monokord. Hans Harmonika fik aldrig samme indflydelse som Almagest eller Planetary Hypoteser, men en del af den (Bog III) tilskyndede Kepler til dennes egne spekulationer om harmoni i verden (Kepler: Harmonice Mundi, Tillæg til bog V). Ptolemæus' astronomiske interesser optrådte også i en diskussion af "sfærernes musik".

### Optik
Hans Optik er et arbejde, der overlevede i en ringe arabisk oversættelse og i omkring tyve håndskrifter af en latinsk version af arabisk, som blev oversat af Eugene af Palermo (ca. 1154). I det skriver Ptolemæus om egenskaber ved lys, herunder refleksion, brydning og farve. Værket er en væsentlig del af den tidlige historiske optik og har påvirket den mere berømte Bog om Optik ved Alhazen (Ibn al-Haytham) fra 11. århundrede. Den indeholder den tidligste overleverede tabel af brydning fra luft til vand, for hvilke værdier (med undtagelse af 60° indfaldsvinkel), der skønt historisk rost som eksperimentelt afledt synes at være opnået ved en aritmetisk progression.
Arbejdet er også vigtigt for tidlige historie om perception. Ptolemæus kombinerede de matematiske, filosofiske og fysiologiske traditioner. Han havde en extramission-intromission teori vision: strålerne (eller flux) fra øjet dannede en kegle, toppunktet er inde i øjet, og basen afgrænser synsfeltet. Strålerne var følsomme, og videregivet oplysninger tilbage til observatørens intellekt om afstanden og retningen af overflader. Størrelse og form blev bestemt ved visuel vinkel, hvorunder på øjet kombineret med opfattede afstand og orientering. Dette var en af de tidlige opgørelser af størrelse afstandes invarians som årsag til perceptuel størrelse og form konstans, udsigt støttet af stoikerne. Ptolemæus gav forklaringer på mange fænomener vedrørende belysning og farve, størrelse, form, bevægelse og kikkert vision. Han delte også illusioner i dem, der forårsages af fysiske eller optiske faktorer og dem, der skyldes fordømmende faktorer. Han tilbød en obskur forklaring af solen eller måne illusion (det udvidede tilsyneladende størrelse i horisonten) baseret på vanskeligheden ved at kigge opad.

### Kanon basileion
Kanon basileion er en historisk kronologi fra Nabonassar til Antoninus Pius.

## Forfatterskab

### På internettet
- Hele teksten til Ptolemaios' Geografi i engelsk oversættelse